# 博韦尔努瓦
博韦尔努瓦（法語：Beauvernois，法語發音：[bovɛʁnwa]）是法国索恩-卢瓦尔省的一个市镇，属于卢昂区。

## 地理
博韦尔努瓦（46°50'4"N, 5°26'39"E）面积8.94 平方千米，位于法国勃艮第-弗朗什-孔泰大區索恩-卢瓦尔省，该省份为法国中部省份，北起顺时针与科多尔省、汝拉省、安省、罗讷省、卢瓦尔省、阿列省和涅夫勒省接壤。
与博韦尔努瓦接壤的市镇（或旧市镇、城区）包括：谢讷塞克、沙佩勒沃朗、拉沙萨涅、绍梅日、科默纳耶、里村、布雷斯地区穆捷。

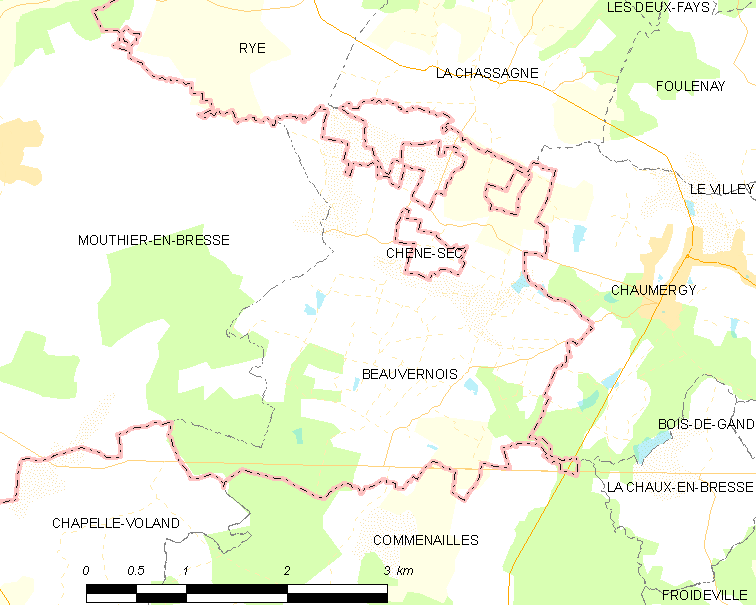
博韦尔努瓦的OSM定位图

博韦尔努瓦的时区为UTC+01:00、UTC+02:00（夏令时）。

## 行政
博韦尔努瓦的邮政编码为71270，INSEE市镇编码为71028。

## 政治
博韦尔努瓦所属的省级选区为皮埃尔德布雷斯县。

## 人口

1962-2008年间博韦尔努瓦人口变化图示

博韦尔努瓦于2022年1月1日时的人口数量为103人。